# サンタナIII
『サンタナIII』（原題: Santana）は、サンタナが1971年に発表したアルバム。

## 解説
当時まだ17歳だったニール・ショーンが加入し、バンドはツイン・リード・ギターの編成となる。また、ホセ・チェピート・アレアスの代役でサンタナのライブに参加したことのあるパーカッション奏者、コーク・エスコヴェードが準メンバーとして全面参加し、レコーディング終了後のライブにも参加。更に、スライ&ザ・ファミリー・ストーンのグレッグ・エリコ等、多彩なゲスト・プレイヤーを招き、厚みのあるバンド・サウンドを指向。
「バトゥーカ」は、グレッグ・ローリーによれば、レナード・バーンスタインの曲にインスパイアされて作られた曲。「情熱のルンバ」は、前作収録の「僕のリズムを聞いとくれ」に続く、ティト・プエンテのカヴァー。
サンタナにとって2作目の全米1位獲得作品となり、第1弾シングル「新しい世界」は全米12位に達した。

## 収録曲
1. 7.はインストゥルメンタル。
1. バトゥーカ - "Batuka" (Jose Chepito Areas, David Brown, Michael Carabello, Greg Rolie, Michael Shrieve) - 3:34
2. 孤独のリズム - "No One To Depend On" (Coke Escovedo, G. Rolie, M. Carabello) - 5:31
3. タブー (禁断の恋) - "Taboo" (J. Areas, G. Rolie) - 5:34
4. 祭典 - "Toussaint L'Overture" (J. Areas, D. Brown, M. Carabello, G. Rolie, Carlos Santana, M. Shrieve) - 5:56
5. 新しい世界 - "Everybody's Everything" (D. Brown, T. Moss, C. Santana) - 3:31
6. グアヒーラ - "Guajira" (J. Areas, D. Brown, Rico Reyes) - 5:44
7. ジャングル・ストラット - "Jungle Strut" (G. Ammons) - 5:21
8. 愛がすべてを - "Everything's Coming Our Way" (C. Santana) - 3:15
9. 情熱のルンバ - "Para Los Rumberos" (Tito Puente) - 2:47

### ボーナストラック
1971年7月4日、フィルモア・ウェストでのライブ音源
1. バトゥーカ - "Batuka" - 3:40
2. ジャングル・ストラット - "Jungle Strut" - 5:58
3. ガンボ - "Gumbo" (C. Santana, G. Rolie) - 5:27

## 参加ミュージシャン
- カルロス・サンタナ - ギター、ボーカル
- グレッグ・ローリー - ピアノ、オルガン、ボーカル
- ニール・ショーン - ギター
- デイヴ・ブラウン - ベース
- マイケル・シュリーヴ - ドラムス
- ホセ・チェピート・アレアス - パーカッション
- マイケル・カラベロ - パーカッション

ゲスト・ミュージシャン
- コーク・エスコヴェード - パーカッション、バッキング・ボーカル
- リコ・レイエス - リード・ボーカル (on 6)、バッキング・ボーカル
- グレッグ・エリコ - タンブリン (on 2)
- タワー・オブ・パワー - ホーン・セクション (on 5)
- リンダ・ティレリー - バッキング・ボーカル (on 5、8)
- マリオ・オチョア - ピアノ (on 6)
- ルイス・ガスカ - トランペット (on 9)